# Una notte sui tetti
Una notte sui tetti (Love Happy) è un film del 1949 diretto da David Miller.
Il film è ricordato come l'ultimo in cui appaiono assieme i Fratelli Marx (l'ultimo in cui recitano tutti e tre, seppure in scene diverse, è L'inferno ci accusa). In un ruolo secondario c'è una giovane Marilyn Monroe.

## Trama
Una collana appartenuta agli Zar è finita in una scatola di sardine: ad indagare è il detective Lince che si trova a fronteggiare la determinazione finanziaria e seducente di Madame Prudovich. Si scopre che a rubare la collana era stato un attore muto che lavora con un gruppo. La donna finanzia una loro rappresentazione per riuscire ad ottenere il bene prezioso; alla fine sposerà lo stesso investigatore.

### Cast
Nel 1949 Marilyn Monroe lavorava per la United Artists e venne scelta per il film; quando conobbe Groucho Marx e Harpo Marx, il primo le chiese di camminare, e al vederla la definì come Theda Bara, Betty Boop e Mae West fuse insieme. L'attrice recitò una piccola parte comparendo per poco meno di un minuto: entrata nell'ufficio di Groucho, la ragazza gli dice che qualcuno continua a seguirla. L'investigatore, al vederla, non esita a dichiarare che non ha nessun problema nel crederle.
Tra gli altri interpreti del film, l'attrice e ballerina Vera Ellen.

## Distribuzione

### Data di uscita
La prima si tenne a San Francisco il 12 ottobre 1949. In seguito venne distribuito in molti paesi, fra cui:
- USA, Love Happy 3 marzo 1950
- Inghilterra, 8 aprile 1950
- Francia, La pêche au trésor 4 ottobre 1950
- Australia, 17 novembre 1950
- Svezia, 4 dicembre 1950
- Portogallo, 15 gennaio 1951
- Danimarca, Sardinmysteriet 16 luglio 1951
- Belgio, 4 gennaio 1952
- Finlandia, Sardiinimysteerio 22 maggio 1953
- Spagna, Amor en conserva 24 dicembre 1953 (Madrid)
- Germania Ovest, Die Marx Brothers im Theater 3 aprile 1981 (altro titolo Glücklich verliebt)
- Svizzera, 8 agosto 1997 (si trattava di una riedizione)